# Petřkovicei vénusz

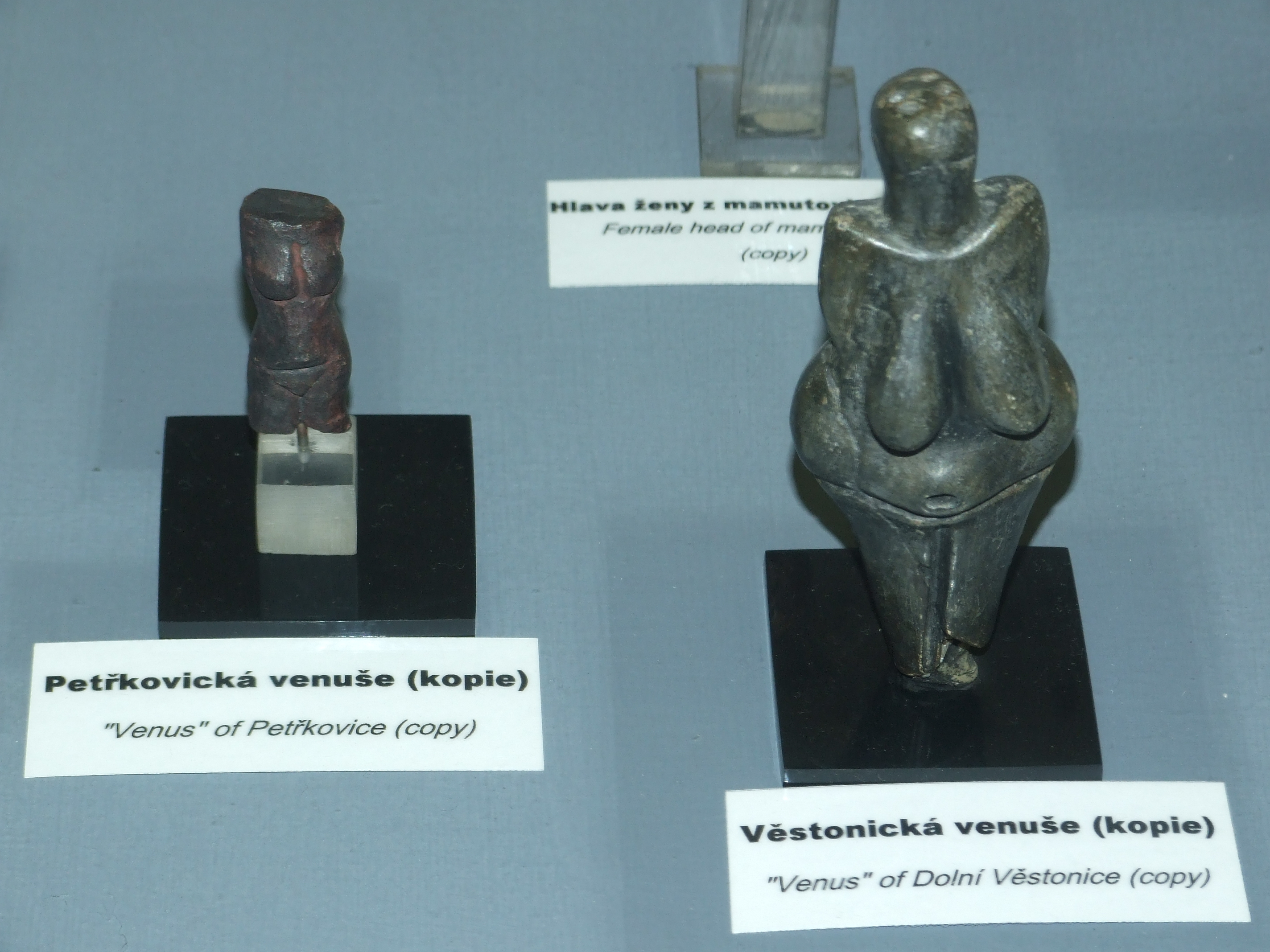
A petřkovicei vénusz (balra) és a věstonickei vénusz (jobbra) másolata a prágai Nemzeti Múzeumban

A petřkovicei vénuszt (csehül Petřkovická venuše, szlovákul Landecká venuša, egyébként mindkét névváltozat elfogadott) 1953-ban találta Bohuslav Klíma régész az Ostrava melletti Landek hegyen lévő késő gravettien lelőhelyen. Petřkovice ma Ostrava része.

## Leírása
A 4,6 cm magas női fej nélküli torzót hematitból faragták. A szobrocska egy mamut őrlőfog alatt feküdt az eredetileg mamutvadász településen. Közvetlen közelében sok kőszerszámot és csonttöredéket találtak. A korát 23 000 évre teszik. A fej hiánya valószínűleg szándékos, ill. különbség hogy a többi kőkori vénuszhoz képest hogy fiatal nőt ábrázol.
A Dolní Věstonice-i vénusz mellett fontos lelete a csehországi őskori művészetnek. Jelenleg a Brünni Régészeti Múzeumban található. A lelőhelyen egyébként találtak még egy darabokban lévő szobrocskát, de azt valószínűsíthetően nem fejezték be. A föld összetétele miatt egyébként kevés organikus eredetű lelet (csontok, agyarak) maradt fenn a telepről.

## Külső hivatkozások
- The Institute of Archeology of the Academy of Sciences of the Czech Republic, Brno